# Fats Waller
Thomas Wright Waller (Nueva York, 21 de mayo de 1904 - Kansas City, 15 de diciembre de 1943) llamado Fats Waller, fue uno de los grandes pianistas de la historia del swing y del stride piano. Nacido en el barrio de Harlem (Nueva York), Fats fue hijo de un pastor bautista del que aprendió a tocar el órgano y el piano.
Sus inicios musicales se desarrollaron tocando en la orquesta de su escuela y acompañando al piano los espirituales del coro de su madre el domingo en la iglesia.

## Los inicios
En la primavera de 1918, Fats Waller ingresó en la empresa en la que trabajaba su padre, pero no permaneció en ella mucho tiempo, decidiendo consagrar su vida a la música. Sus primeros trabajos consistieron en acompañar al piano a las cantantes y coristas del Lincoln Theatre, así como sesiones de películas mudas de la época.
En 1922, grabó sus primeros solos de piano. También participó en sesiones de registros con artistas como Alberta Hunter, Carolina Johnson, Anna Jones, Sara Marin y Maude Mills.
En 1923 formó y dirigió el grupo Fats Waller and his Buddies. Desde ese momento fue célebre en el reducido mundo del jazz de la época y fue llamado por el entonces famoso Fletcher Henderson para tocar el órgano y el piano en dos sesiones de registros de su big band.
En 1926 y 1927, Fats Waller grabó también bajo su propio nombre solos de órgano, y en marzo y agosto de 1929 grabó solos de piano. Conoció entonces sus primeros éxitos con los temas «Handful of keys» y «Ain’t misbehavin’». En plena época de las big bands tocó acompañado de pequeñas formaciones como los Morris’ Hot Babies, los Chocolate Dandies o los McKinney’s Cotton Pickers.

## La época de esplendor
En diciembre de 1929, Fats grabó a la cabeza de su gran orquesta, los Buddies, una formación que incluía a artistas como Henry Allen a la trompeta y Jack Teagarden al trombón, Albert Nicholas al clarinete, Otto Hardwick al saxo alto y Pops Foster al contrabajo.
En 1932, actuó en Londres y París. De regreso a los Estados Unidos forma una nueva orquesta, en la que se encuentran Herman Autrey a la trompeta, Ben Whitet al clarinete, Al Casey a la guitarra, Billy Taylor al contrabajo y Harry Dial a la batería. Al cabo de los años, esta formación, conocida como Fats Waller and His Rhythm, será reforzada por Benny Carter, Bill Coleman, Gene Sedric, Rudy Powell, Joe Thomas y John Smith.
Entre 1934 y 1943 este conjunto de extraordinarios músicos grabaron algunas de las obras maestras que marcaron la historia del jazz, como «Lulu’s back in town», «Honeysuckle rose», «Sweetie pie», «Baby brown», «Dinah», «Christopher Columbus» o «I ain’t got nobody».
En 1935, Fats grabó música para películas de dibujos animados y sale de gira para Europa, tocando sobre todo en Escandinavia. Su actividad discográfica durante estos años es importante.
En 1939 grabó en Londres la London Suite al órgano, confirmando su enorme talento para este instrumento.
De vuelta en casa, y después de algunas actuaciones en diversos clubs de Nueva York, salió de nuevo de gira, esta vez a través de los Estados Unidos, obteniendo un enorme éxito en Chicago (donde actuó ante más de cien mil personas) y California.
El 13 de mayo de 1941, registró una fabulosa versión del «Georgia on my mind», y en 1943 intervino (en Hollywood) en la película Stormy Weather interpretándose a sí mismo, siendo esta su mejor contribución al séptimo arte.
En diciembre de ese año, Fats Waller ―muy fatigado y aquejado de una delicada salud―, decidió regresar a Nueva York para pasar las fiestas de fin de año, pero muere en el tren el 15 de diciembre de 1943, víctima de una neumonía, en la estación de Kansas City cuando contaba tan solo con 39 años de edad.

## El legado del artista
Fats Waller dejó una obra extensa e impresionante, no solamente como intérprete sino también como autor, pues no hay que olvidar que también fue un extraordinario compositor que dejó títulos como
«Alligator crawl»,
«Handful of keys»,
«Lenox Avenue blues»,
«Ain’t misbehavin’»,
«Honeysuckle rose»,
«Black and blue»,
«I’m crazy ’bout my baby»,
«Blue turnin grey over you» o
«Sweet Savannah Sue».
Su destreza al piano, su perenne buen humor, su manera de cantar llena de swing y de gracia forman parte de la historia del jazz para siempre.